# Arkera, Devadurga
Arkera là một làng thuộc tehsil Devadurga, huyện Raichur, bang Karnataka, Ấn Độ.